# Fiscus judaicus
Ne doit pas être confondu avec taxe juive.

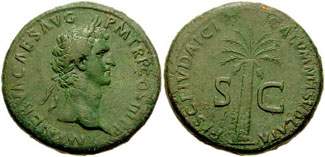
Médaille de l'époque de Nerva : Fisci iudaici calumnia sublata (« Abolition des poursuites intentées au sujet de l'impôt sur les Juifs »)

Le fiscus iudaicus (latin : fiscvs ivdaicvs fiscous ioudaïcous, hébreu : המס היהודי HaMas HaYehoudi, « [l']impôt juif »), est une capitation annuelle prélevée sur les Juifs dans l'Empire romain à partir de l'année 73 ap. J.-C.
Il s'agit d'une mesure discriminatoire, visant à punir les sentiments nationaux et religieux des Juifs pour s'être opposés à Rome lors de la Grande révolte.

## Histoire dufiscus iudaicus

### Imposition des Juifs par Vespasien
Le fiscus 'i'udaicus est instauré par Vespasien vers la fin de la première guerre judéo-romaine, en 73, alors que le siège de Massada est en cours. Il s'agit d'une mesure de rétorsion envers les vaincus. Il a été imposé à toute la diaspora, non de manière purement arbitraire, mais parce que les offrandes envoyées par tous les Juifs ont continué à alimenter le temple durant la guerre, servant à financer la rébellion.
Cette institution est techniquement calquée sur celle du mahatsit hasheqel, l'impôt annuel d'un demi-sheqel prescrit par la Torah pour l'entretien du sanctuaire. Au vu de la centralité du Temple de Jérusalem pour l'ensemble des Juifs, il était versé par ceux de la terre d'Israël comme ceux de la diaspora. Après la destruction du Temple par les Romains, le mahatsit hasheqel aurait dû disparaître. Cependant, Vespasien ordonne qu'un impôt soit prélevé sur les Juifs, et eux seuls, pour la reconstruction puis l'entretien du temple de Jupiter capitolin à Rome, détruit pendant les conflits de l'année des quatre empereurs. Des sources rabbiniques suggéreront que ce fiscus (panier d'osier et, par extension, d'argent, désignant le trésor impérial) était un châtiment divin pour les Juifs qui avaient négligé le devoir du mahatsit hasheqel à l'époque du Temple.
À l'époque romaine, la monnaie grecque est la plus usitée en Judée ; l'impôt porte alors le nom de "δίδραχμον" (didrachmon, les deux drachmes) : c'est ainsi qu'il est signalé par les textes grecs, chez Dion Cassius ou dans le Nouveau-Testament. Le montant du fiscus est fixé à deux drachmes (équivalant à huit sesterces). Un fonctionnaire nommé procurator ad Capitularia Judaeorum est chargé d'établir la liste des Juifs sujets à l'impôt. Contrairement à la taxe payée pour le Temple de Jérusalem, qui ne concernait que les hommes âgés de 20 à 50 ans, le fiscus judaicus est imposé à tous les Juifs, hommes ou femmes, jeunes ou vieux jusqu'à l'âge de 62 ans.
Cet impôt assure non seulement un revenu non négligeable à l'Empire mais est aussi une humiliation collective pour les Juifs et une entrave à leur prosélytisme : en effet, seul celui qui a abandonné le judaïsme en est exempté. L'idée également que l'impôt dû à Dieu aille à une divinité polythéiste, Jupiter Capitolin, est également pour les Juifs la plus forte humiliation.

### Fiscus Judaicusoudidrachmon?
Comme l'a souligné Mireille Hadas-Lebel en 1990 dans sa thèse d'État, le terme latin de "Fiscus" désigne non pas un impôt, mais un trésor. Pour preuve, l'un des fameux trésors de l'Empire se nommait le Fiscus, ce qui a donné le mot actuel du "fisc". Il semble alors que l'impôt ait gardé le nom de didrachmon, mais que Vespasien ait constitué une caisse spéciale, le Fiscus Judaicus, destiné à le recevoir.
Cet avis a été repris par Jérôme France  en 2007.

### Lefiscussous Domitien
Domitien, fils de Vespasien et successeur de Titus, son frère aîné, fait appliquer l'impôt avec une rigueur extrême : il le généralise à tous ceux qui se conduisent more judaico (« à la façon des Juifs »), sans faire la différence entre de nombreuses pratiques juives et philosophiques, fait mener par le procurateur et ses agents des enquêtes généalogiques pour débusquer des « crypto-Juifs » et ne respecte pas la limite d'âge des 62 ans (Suétone se souvient avoir vu un homme de 90 ans dévêtu pour vérifier s'il n'était pas circoncis). Le satiriste Martial fait allusion à des Juifs qui tentent de cacher le signe visible de leur religion.
Cette politique encourage un climat de délation et de chantage à Rome et dans l'ensemble de l'Italie, car l'accusation de judaïser est facile à porter et difficile à infirmer. De nombreuses victimes préfèrent s'arranger hors tribunal avec leurs adversaires, à des conditions souvent fort désavantageuses, encourageant par là-même les maîtres-chanteurs à poursuivre leurs pratiques.

### Devenir dufiscus
Nerva, qui succède à Domitien, fait abolir cette campagne vexatoire, ce qui figure sur l'une des pièces de monnaie frappées lors de son règne (« Fisci iudaici calumnia sublata » - « Abolition des poursuites intentées au sujet de l'impôt sur les Juifs »). Cependant, l'impôt continue à être prélevé. Il est possible que Nerva l'ait restreint à ceux qui pratiquaient le judaïsme ouvertement, ce qui aurait alors marqué une étape dans la séparation des Juifs et des premiers chrétiens. Mais cela est discuté car cette séparation fut un processus lent et graduel et qu'il est possible que les chrétiens aient continué à payer l'impôt, au moins en Judée.
La date de l'annulation du fiscus iudaicus n'est pas connue avec exactitude et se situe sans doute au IIIe siècle. Certains attribuent cette initiative à l'empereur Julien au IVe siècle.
Mireille Hadas-Lebel interprète différemment la monnaie frappée par Nerva en 96, en regardant les écrits de certains auteurs. Appien, en effet, dit qu'en Palestine, la capitation est plus importante que dans les pays voisins à cause des nombreuses révoltes de cette province. Origène, au IIIe siècle, écrit : « Maintenant que les Juifs paient le didrachmon... ». Selon Mireille Hadas-Lebel, Nerva aurait donc absorbé le fiscus iudaicus dans l'habituelle capitation. Par là, il aurait mis fin à la différenciation entre Juifs et non-Juifs, et donc aussi aux poursuites occasionnées par cet impôt particulier, sans pour autant amoindrir les revenus de l'État. On notera toutefois que la "taxe juive" reste attestée à Edfou, en Egypte, vers 116. Ainsi, Martin Goodman a pensé que le fiscus iudaicus avait pu être aboli par Nerva et restauré aussitôt lors de l'adoption de Trajan, fils d'un général de Vespasien, comme son successeur. Mais cela ne semble pas avoir été suivi par les historiens.
Un équivalent du fiscus iudaicus fut réinstauré en Allemagne au XIVe siècle, sous le nom d’Opferpfennig, par les empereurs du Saint-Empire.

## Influence dufiscus iudaicussur les relations entre Juifs et chrétiens
Les premiers chrétiens payèrent eux aussi cet impôt, puisque les Romains, au début, considéraient le christianisme comme une secte juive. Il y eut quelque répit durant le court règne de Nerva. En 96, Nerva limita cet impôt à ceux qui pratiquaient ouvertement le judaïsme, ce qui en excluait les chrétiens et les judéo-chrétiens, du moins en principe. Toutefois, le christianisme n'obtint le statut de religion à part entière que lors de l'édit de Milan, en 313.

## Source
Cet article contient des extraits de l'article « Fiscus Judaicus » par Richard Gottheil & Samuel Krauss (en) de la Jewish Encyclopedia de 1901–1906 dont le contenu se trouve dans le domaine public.